# ザ・スリー・サンズ
ザ・スリー・サンズ (The Three Suns) は、1940年代から1950年代にかけて最も人気を博した、アメリカ合衆国のポップ・グループ。

## 経歴
1939年にアル・ネヴィンス（ギター）とモーティ・ネヴィンス (Morty Nevins)（アコーディオン）の兄弟が、従兄弟で、ラジオやヴォードヴィルで活動していたアーティー・ダン (Artie Dunn)（ボーカル、電子オルガン）と共に結成した。彼らは、ナイトクラブで人気を博し、ニューヨークで活動していた1944年には、短い映画のジュークボックスであるサウンディーズ用の短編映像に出演する契約を結んだ。彼らは9曲を、カメラの前で演奏した。
1942年の時点で、『ビルボード』誌のレビューは、このグループの将来性を指摘していた。1941年12月13日にニューヨークのホテル・ピカデリー (Hotel Piccadilly) から、NBCレッド・ラジオで中継された放送について、ディック・カーター (Dick Carter) は、「そこには、普通のものとは違う、歓迎すべき何かがあった。ザ・スリー・サンズは、電子オルガン、アコーディオン、ギターという編成で、衝撃的な音楽的効果を生み出していた。」と述べていた。
1944年、ザ・スリー・サンズは最初のヒット・レコード「トワイライト・タイム (Twilight Time)」が出たが、このバージョンは、完全にインストゥルメンタルで、バック・ラムの歌詞は使われていなかった。「トワイライト・タイム」は400万枚以上が売れ、ゴールド・レコードと認められた。
次いで、「ペグ・オ・マイ・ハート (Peg o' My Heart)」が、1947年にアメリカ合衆国で最も売れた曲の一つとなった。グループは、アルフレッド・ヒッチコック監督の1948年の映画『ロープ (Rope)』の「ラジオの場面 (radio sequence)」でオフ・スクリーンで演奏し、1951年の映画『Two Gals and a Guy』では画面にも登場した。このバンドは、アイゼンハワー大統領の夫人マミー・アイゼンハワーのお気に入りだったとされていたことも特筆される。
1950年代を通して、グループのメンバーは変わらず、「ライブ」公演をこなしていた。一方、レコーディング・セッションでは、メンバーの誰かがスタジオ・ミュージシャンに置き換えられることがしばしば起こっていたが、これは、実はキーボード奏者のアーティー・ダンは楽譜が読めず、ギターのアル・ネヴィンスはレコードづくりの中でもプロダクションの方に関心を移していったためであった。ロックンロールが人気を博するようになると、グループの人気には陰りが出始めたが、彼らはRCAビクターのレコーディング・セッションを、音響の実験室として活用し、楽器を追加したり、新しいステレオ音響効果を盛り込んで、自分たちのイメージを一新した。こうした新しい編曲は、ラウンジ・ミュージックやエキゾチカの愛好家たちの間で人気が出た。アル・ネヴィンスは、1965年に死去するまで、音楽プロデューサー、編曲家としてRCAビクターに残った。モーティ・ネヴィンスは、当初はスタジオ・ミュージシャンとして雇った フレッド・メンデルスゾーン (Fred Mendelssohn) とヴィニー・ベルと組んでザ・スリー・サンズを名乗り、1966年にムジコール・レコードから新たなステレオ・アルバムを出した。
創設メンバーのひとりであるアル・ネヴィンスは、ブリル・ビルディングの楽曲制作会社アルドン・ミュージックの共同創設者のひとりでもある。

## メンバー
創設メンバー
- アーティー・ダン -  ボーカル、オルガン（1996年1月15日、73歳で死去）[5]
- アル・ネヴィンス - ギター（1965年1月25日、49歳で死去）[5]
- モーティ・ネヴィンス - アコーディオン（1990年7月23日、63歳で死去）[5]

後年のメンバー
- ジョージ・バーンズ (George Barnes) - ギター
- ジョニー・バック（Johnny Buck：バッキー・ピザレリ（英語版））- ギター
- ジョー・ネグリ（英語版） - ギター
- ジョー・ヴェント (Joe Vento) - アコーディオン、ピアノ
- ジョニー・ロマノ (Johnny Romano) - ギター
- トニー・ロヴェロ (Tony Lovello) - アコーディオン
- デル・キャシャー（英語版） - ギター
- ヴィンセント・ベル（英語版） - ギター
- フレッド・メンデルスゾーン - オルガン

## ディスコグラフィ
ザ・スリー・サンズが1940年代から1950年代にかけて出した初期のレコードは、78回転SP盤であった。1950年から1954年にかけて、10インチ・アルバムがリリースされた。1955年には、ザ・スリー・サンズとして初めての12インチLP『Soft & Sweet』がリリースされ、1958年には、初めてのステレオ・アルバムがリリースされた。
ザ・スリー・サンズは、1940年代に多数の楽曲をVディスク (レーベル)に吹き込んだが、これらは合衆国政府によって海外に派遣されていた米軍慰問団 (USO) の活動単位にだけ提供されていた。これらの音源は、1997年に2枚組のCDという形で、IMCライセンシングによってリイシューされた。ただし、CDの収録順は、オリジナルの78回転盤のリリース順とは一致していない。
アルバム
- Twilight Time (Majestic, M2, 1944) (10 inch)
- Beyond the Blue Horizon (Fox Trot Vocal Chorus by Artie Dunn) / Crazy Rhythm (Instrumental Fox Trot) - (DECCA, 69638 & 69636, 1947) (10 inch)
- Twilight Time (Varsity, 6001, 1950) (10 inch)
- Midnight Time (Varsity, 6048, 1950) (10 inch)
- You and the Night and the Music (RCA Victor, 47-4202A, 1951) (7 INCH 45 RPM)
- Yours is My Heart Alone (RCA Victor, 47-4202B, 1951) (7 INCH 45 RPM)
- Twilight Time (Royale, 1, 1951) (10 inch)
- Midnight Time (Royale, 29, 1951) (10 inch)
- Three Quarter Time (RCA Victor, LPM-3, 1951) (10 inch)
- Hands Across The Table (RCA Victor, lpm-28, 1951)(10 inch)
- Twilight Moods (RCA Victor, LPM-3012, 1952) (10 inch)
- The Three Suns Present (RCA Victor, LPM-3034, 1952) (10 inch)
- Busy Fingers (RCA Victor, LPM-3040, 1952)
- Christmas Party (RCA Victor, LPM-3056, 1952) (10 inch)[6]
- Soft and Sweet (RCA Victor, LPM-1041, 1955) U.S. #13[6]
- Sounds of Christmas (RCA Victor, LPM-1132, 1955)
- Twilight Time (RCA Victor, LPM-1171, 1956)
- My Reverie (RCA Victor, LPM-1173, 1956)
- Slumber Time (RCA Victor, LPM-1219, 1956)
- High Fi and Wide (RCA Victor, LPM-1249, 1956) U.S. #19[6]
- Easy Listening (RCA Victor LPM-1316, 1956)
- Midnight for Two (RCA Victor, LPM-1333, 1957) U.S. #16[6]
- Malaguena (RCA Victor lpm-1220, 1956)
- Things I Love in Hi-Fi (RCA Victor, LPM/LSP-1543, 1958)
- Let's Dance With The Three Suns (RCA Victor, LPM/LSP-1578, 1958)
- Happy Go Lucky Sound (RCA Victor, 1958)
- My Reverie (RCA Victor, LSP-1173, 1958)
- Love in the Afternoon (RCA Victor, LPM/LSP-1669, 1959)
- Having a Ball With The Three Suns (RCA Victor, LPM/LSP-1734, 1958)
- Swingin' on a Star (RCA Victor, LPM/LSP-1964, 1959)
- A Ding Dong Dandy Christmas (RCA Victor, LPM/LSP-2054, 1959)
- At the Candlelight Cafe (RCA Camden, 1959)
- Twilight Memories (RCA Victor, LPM/LSP-2120, 1960)
- On a Magic Carpet (RCA Victor, LPM/LSP-2235, 1960)
- Twilight Time (RCA Victor, LPC-110, 1961) (COMPACT 33 DOUBLE)
- Dancing on a Cloud (RCA Victor, LPM/LSP-2307, 1961)
- Fever & Smoke (RCA Victor LPM/LSP-2310, 1961)
- In Orbit (Rondo, 1962)
- Fun in the Sun (RCA Victor LPM/LSP-2437)
- Movin' 'N' Groovin' (RCA Victor LPM/LSP-2532, 1962)
- Warm and Tender (RCA Victor LPM/LSP-2617, 1962)
- Everything Under the Sun (RCA Victor, LPM/LSP-2715, 1963)
- One Enchanted Evening (RCA Victor LPM/LSP-2904, 1964)
- A Swinging Thing (RCA Victor LPM/LSP-2963, 1964)
- Country Music Shindig (RCA Victor LPM/LSP-3354, 1965)
- Continental Affair (RCA Camden CAL 573)
- The Best of The Three Suns (RCA Victor LPM/LSP-3447(e), 1966)
- 16 Greatest Hits (Musicor, MM2090/MS3090, 1966)
- This Is The Three Suns (RCA Victor VPS-6075, 1971)
- Pure Gold - The Three Suns (RCA ANL1-1779(e), 1976)

## フィルモグラフィ
- サウンディーズ 9作品（1944年）
- 『ロープ (Rope)』（1948年）- アルフレッド・ヒッチコック監督：ラジオの場面でのオフスクリーンの演奏
- 『Two Gals and a Guy』（1951年）

## テレビ
- 『Cavalcade of Stars』（1950年） episode 1.65
- 『エド・サリヴァン・ショー (The Ed Sullivan Show)』（1950年） episodes 3.38 and 3.39
- 『The Kate Smith Hour』（1953年12月29日）[7] - この番組中では、それ以前にもこの番組に出演したことがあったとされている。
- 『Captain Chesapeake』（1971年 - 1990年）- この番組のテーマ曲は、ボブ・クロスビー（英語版）の楽曲「Stumbling」のザ・スリー・サンズによる演奏である。ただし、このテーマでは、33回転盤のレコードを45回転で再生したものが使用されている。

## その他のメディア
- ザ・スリー・サンズが1948年にリリースした「Worry, Worry, Worry」は、ベセスダ・ソフトワークスのロールプレイング・ビデオゲーム『Fallout 4』のゲーム中のラジオで取り上げられたことがきっかけで、再び人気が出た。